# 玉塚和男
玉塚 和男（たまつか かずお、生没年不詳）は、日本の実業家、経営者。玉塚證券（現・みずほ証券）専務取締役

## 人物・経歴
2代目玉塚栄次郎（玉塚證券社長、日本証券業協会会長）の子として生まれる。
東京高等学校を経て、1951年（昭和26年）、立教大学経済学部経済学科卒業。大学時代はレスリング部に所属。
祖父の初代玉塚栄次郎が設立した玉塚證券（現・みずほ証券）に入り、専務取締役を務めた。
母校である立教経済人クラブの会長（1987年6月-1996年4月）および最高顧問を務めた。
立教大学野球部が1957年（昭和32年）の春季リーグで優勝した際には立教大学新聞の優勝特集号に優勝に至った想いの声をよせた。

## 親族
- 祖父：玉塚栄次郎（初代） - 玉塚證券創業者
- 父：玉塚栄次郎（2代） - 玉塚證券社長・会長、日本証券業協会会長、東京証券取引所理事長、初代栄次郎の養子
- 子：玉塚元一 - ロッテホールディングス社長、ファーストリテイリング元社長兼COO、ローソン元会長兼CEO、ロッテリア元会長兼CEO[3][4]